# Niklas Natt och Dag
Niklas Carl Bosson Natt och Dag (Estocolmo, 3 de octubre de 1979) es un escritor sueco, perteneciente a la histórica y nobiliaria familia sueca Natt och Dag y que es conocido por escribir la novela 1793.

## Biografía
Niklas Natt och Dag estudió en Kalmar en los años 2000-2003. Fue editor en jefe de la revista Slitz entre octubre de 2006 y octubre de 2008, cuando paso a trabajar de como agente independiente.
Natt och Dag debutó en 2017 con la novela 1793, la primera parte de la trilogía de Bellman noir. El libro fue nombrado "Mejor debut sueco del año" 2017 por la Academia Sueca de Escritores de Crimen Deckarakademin. En la Feria del Libro de 2018 en Gotemburgo, el libro también recibió el Premio Crimetime Specsavers a la mejor portada de debut, y fue votado como el Libro del Año en la competición anual de los Clubes de lectura de Bonnier. Los derechos del libro se han vendido a más de 30 países.
En abril de 2019, la versión del audiolibro, leída por Martin Wallström, recibió el premio a la mejor novela en los Premios Storytel (anteriormente el Premio Big Audio Book). La segunda parte de Bellman noir, 1794, se publicó en Suecia septiembre de 2019, y ya se publicó en español.

## Obras
Trilogía de Estocolmo:
- 1793, Ediciones Salamandra 2017.
- 1794, Ediciones Salamandra 2021.
- 1795, Ediciones Salamandra 2022.